# Bathypaguropsis microps
Bathypaguropsis microps is een tienpotigensoort uit de familie van de Paguridae. De wetenschappelijke naam van de soort is voor het eerst geldig gepubliceerd in 1911 door Balss.